# Рекунков Олександр Михайлович
Олександр Михайлович Рекунков (рос. Александр Михайлович Рекунков; 27 жовтня 1920, хутір Стоговський, тепер Верхньодонського району Ростовської області, Російська Федерація — 23 травня 1996, Москва) — радянський юрист і державний діяч, генеральний прокурор СРСР з 1981 по 1988 роки, заслужений юрист Російської федерації. Депутат Верховної Ради СРСР 10—11-го скликань (у 1981—1989 роках). Член ЦК КПРС у 1981—1989 роках.

## Біографія
Народився в селянській родині. Після закінчення школи в 1939 році поступив у Тбіліське гірничо-артилерійське училище імені 26 Бакинських комісарів. Член ВКП(б) з 1940 року.
У жовтні 1941 року був призначений інструктором всеобучу Верхньодонського військового комісаріату Ростовської області.
Служив у Червоній армії, учасник німецько-радянської війни. З лютого 1944 року воював у складі 336-го гвардійського стрілецького полку 120-ї гвардійської стрілецької дивізії, що входила до складу 3-ї армії 2-го Білоруського фронту. Командував взводом, ротою, батальйоном. У лютому 1945 року отримав важке поранення.
Після госпіталю був направлений на роботу в органи прокуратури і призначений на посаду помічника прокурора Верхньодонського району Ростовської області. Закінчив тримісячні курси при Ростовській юридичній школі в Таганрозі.
З 1946 року — помічник прокурора Цілинського району Ростовської області. З 1947 року — прокурор Костянтинівського району Ростовської області. З 1952 року — прокурор Азовського району Ростовської області.
Без відриву від роботи навчався на курсах при Ростовській юридичній школі, у 1946—1952 роках — в Ростовській філії Всесоюзного юридичного заочного інституту, який закінчив у 1952 році з відзнакою.
З 1958 року — 1-й заступник прокурора, з 1960 по 1966 рік — прокурор Брянської області. У 1966—1971 роках — прокурор Воронезької області.
У 1971—1976 роках — 1-й заступник прокурора Російської РФСР. У 1976—1981 роках — 1-й заступник Генерального прокурора СРСР.
У лютому 1981 — травні 1988 року — Генеральний прокурор СРСР.
З травня 1988 року знаходився на пенсії за віком, але продовжував працювати прокурором відділу в Прокуратурі СРСР, потім став радником Генерального прокурора Російської Федерації.
Похований на Кунцевському кладовищі міста Москви.

## Нагороди і звання
- орден Жовтневої Революції
- два ордени Трудового Червоного Прапора
- два ордени Вітчизняної війни I ст.
- два ордени Вітчизняної війни II ст.
- орден Червоної Зірки
- медалі
- Заслужений юрист РРФСР (1970)